# Krotoszyn
Krotoszyn (Krotoschin in tedesco) è un comune urbano-rurale polacco del distretto di Krotoszyn, nel voivodato della Grande Polonia.
Ricopre una superficie di 255,52 km² e nel 2006 contava 41 342 abitanti. Fino al 1918 fece parte della provincia prussiana della Posnania. Nel 1819 il principato di Krotoschin venne mediatizzato in favore dei principi Thurn und Taxis che in cambio cedettero i loro diritti di gestione sul sistema postale prussiano.

## Amministrazione

### Gemellaggi
Krotoszyn è gemellata con:
- Bucak, Turchia
- Brummen, Paesi Bassi
- Fontenay-le-Comte, Francia
- Dierdorf, Germania
- Maišiagala, Lituania